# Tatort: Borowski und der Fluch der weißen Möwe
Borowski und der Fluch der weißen Möwe ist ein Fernsehfilm aus der Krimireihe Tatort.  Der vom NDR produzierte Beitrag ist die 1131. Tatort-Episode und wurde am 10. Mai 2020 erstmals im Ersten, ORF 2 und SRF 1 ausgestrahlt. Der Kieler Hauptkommissar Klaus Borowski ermittelt in seinem 35. Fall, seine Kollegin Mila Sahin in ihrem vierten Fall.

## Handlung
Während einer rasanten Übungsfahrt werden die vier Polizeischüler Nasrin, Tobias, Leroy und Sandro zu einem Einsatz gerufen. Jule, eine junge Frau Anfang 20, droht damit, sich durch den Sprung von einem Hochhausdach selbst zu töten. Die angehenden Polizisten können den Suizid nicht mehr verhindern und müssen mit ansehen, wie Jule springt.
Einen Tag später findet an der Polizeischule ein von den beiden Kommissaren Klaus Borowski und Mila Sahin geleiteter Workshop zum Thema Erstangriff bei einem Tötungsdelikt statt. An diesem nehmen auch die noch vom am Vortag erlittenen Schock gezeichneten Polizeischüler teil. Während der praktischen Übung kommt es dann zu einem dramatischen Zwischenfall. Nasrin sticht in einem Blutrausch auf ihren Kollegen Sandro ein, der wenig später in den Armen von Borowski stirbt.
Borowski und Sahin sind erschüttert und fühlen sich für die Eskalation verantwortlich, werden jedoch von Polizeirat Roland Schladitz mit den Ermittlungen beauftragt. Sahin wird allerdings bis auf weiteres von ihrer Lehrtätigkeit an der Polizeischule suspendiert, was wiederum zu Spannungen zwischen den beiden Ermittlern führt.
Die Befragung Nasrins gestaltet sich äußerst schwierig, da sie scheinbar keine Erinnerung mehr an die Tat hat und unter Wahnvorstellungen zu leiden scheint. Auch die Kollegen der Täterin, allen voran ihr Freund Tobias und dessen Kumpel Leroy, verhalten sich wenig kooperativ und lassen Borowski und Sahin ins Leere laufen. Im Fortgang der Ermittlungen gerät auch wieder die junge Frau, die vom Dach gesprungen ist, in den Fokus der beiden. Es bestand offensichtlich eine Verbindung zwischen Jule und Nasrin und die Lösung des Falls liegt wohl in deren Vergangenheit.
Jules Vater Luca, ein Kiosk-Besitzer, erzählt Mila Sahin, dass Jule und Nasrin als Kinder enge Freundinnen gewesen seien. Später habe Nasrin von Jule nichts mehr wissen wollen.
Eine Auswertung des Videos, das während der Workshop-Übung gedreht wurde, ergibt, dass Nasrin ausgerastet ist, als Sandro ihr den Ausdruck „Fickimicki-Bitch“ ins Ohr flüstert. Die Kommissare vermuten, dass Nasrin vielleicht vergewaltigt worden war. Bei einer Befragung der Polizeischüler zu diesem Begriff reagieren Tobias und Leroy erregt.
Bei einem Ortstermin in Jules Wohnung sagt Nasrin aus, dass die Brüder Enrique und Timo Krüger sowie Volkan Durmaz die damals 15-jährige Jule auf dem Dach des Hauses vergewaltigt hätten. Nasrin konnte Jule nicht helfen und wurde sogar von den drei Tätern genötigt, ihre Freundin auf das Dach zu locken, ein Trauma, das sie bis heute nicht verarbeitet hat. Kommissarin Sahin bemerkt, wie stark die Erinnerungen Nasrin belasten, was ihr erklärt, weshalb das Mädchen bei dem Workshop so ausgerastet war.
Enrique Krüger und Volkan Durmaz werden befragt und bestreiten den Tatvorwurf der Vergewaltigung. Timo Krüger ist nicht auffindbar, sein Handy ist seit zwei Tagen nicht mehr am Netz. Kurze Zeit später verschwindet auch Volkan Durmaz. Weil Tobias beim Schießtraining eine Waffe entwendet hat, vermutet Borowski, dass Tobias und Leroy Volkan Durmaz entführt haben, um ihre Freundin und Kollegin Nasrin zu rächen.
Tobias will von Volkan Durmaz in einem Bootshaus das Geständnis erpressen, dass dieser auch Nasrin vergewaltigt habe, was dieser jedoch bis zuletzt bestreitet. Leroy hat er mit der entwendeten Pistole verjagt. Als Borowski dort ankommt, befindet sich Tobias schon mit Durmaz auf dem Hochhaus, von dem Jule in den Tod gesprungen ist. Er erschießt Durmaz, bevor die Kommissare ihn vom Suizid abhalten und verhaften. Kurz zuvor wurde auch Timos vergrabene Leiche gefunden, nachdem Leroy gestanden hatte, dass sie Timo einen „Denkzettel verpassen“ wollten, dieser jedoch plötzlich zusammengebrochen sei, was sie so nicht beabsichtigt hatten.

## Hintergrund

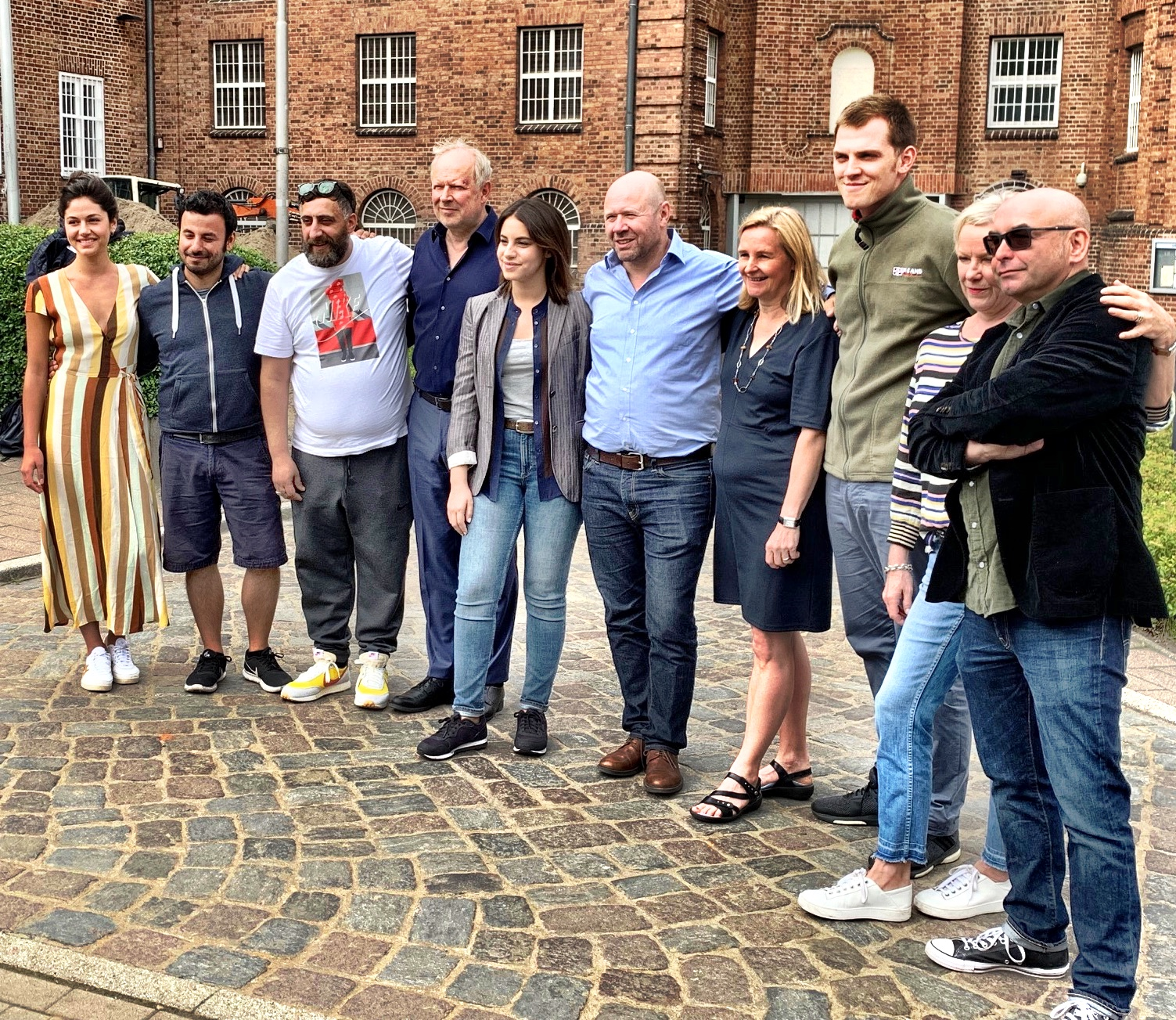
Team Tatort-Kiel bei den Dreharbeiten zu Borowski und der Fluch der weißen Möwe

Der Film wurde innerhalb von 22 Drehtagen vom 9. Juli 2019 bis zum 7. August 2019 in Kiel und Hamburg gedreht.
Der Rapper Sero gibt in dieser Episode sein Schauspieldebüt in der Rolle des Leroy Schüttler und steuert zudem auch den Titelsong Fliegen bei, den er zusammen mit Hauptdarstellerin Almila Bagriacik aufgenommen hat. Außerdem kommt es zu einem Wiedersehen der Schauspieler Kida Khodr Ramadan und Almila Bagriacik, die zuvor bereits in der Serie 4 Blocks zusammen vor der Kamera gestanden haben.

## Rezeption

### Kritiken
Thomas Gehringer wertete bei Tittelbach.tv: „Borowski und der Fluch der weißen Möwe handelt von den Folgen eines vergangenen Verbrechens, von Traumatisierung, Kontrollverlust und Rache. Die ‚Tatort‘-Episode ist kein klassischer Ermittlungskrimi, sondern ein psychologisch stimmiges, bedrückendes Drama. Herausragend das Spiel von Soma Pysall als junge Polizistin, überzeugend die Inszenierung von Hüseyin Tabak (Gipsy Queen) bei seinem Fernseh-Debüt nach einem Drehbuch der Grimme-Preisträger Eva und Volker A. Zahn.“
Julian Vetten von n-tv bezeichnet den Film als „düsteren Krimi allererster Güte“, der „die Zuschauer mit unbequemen Wahrheiten in punkto Realität“ konfrontiere und „gestochen scharfe Psychogramme seiner Protagonisten“ zeichne.

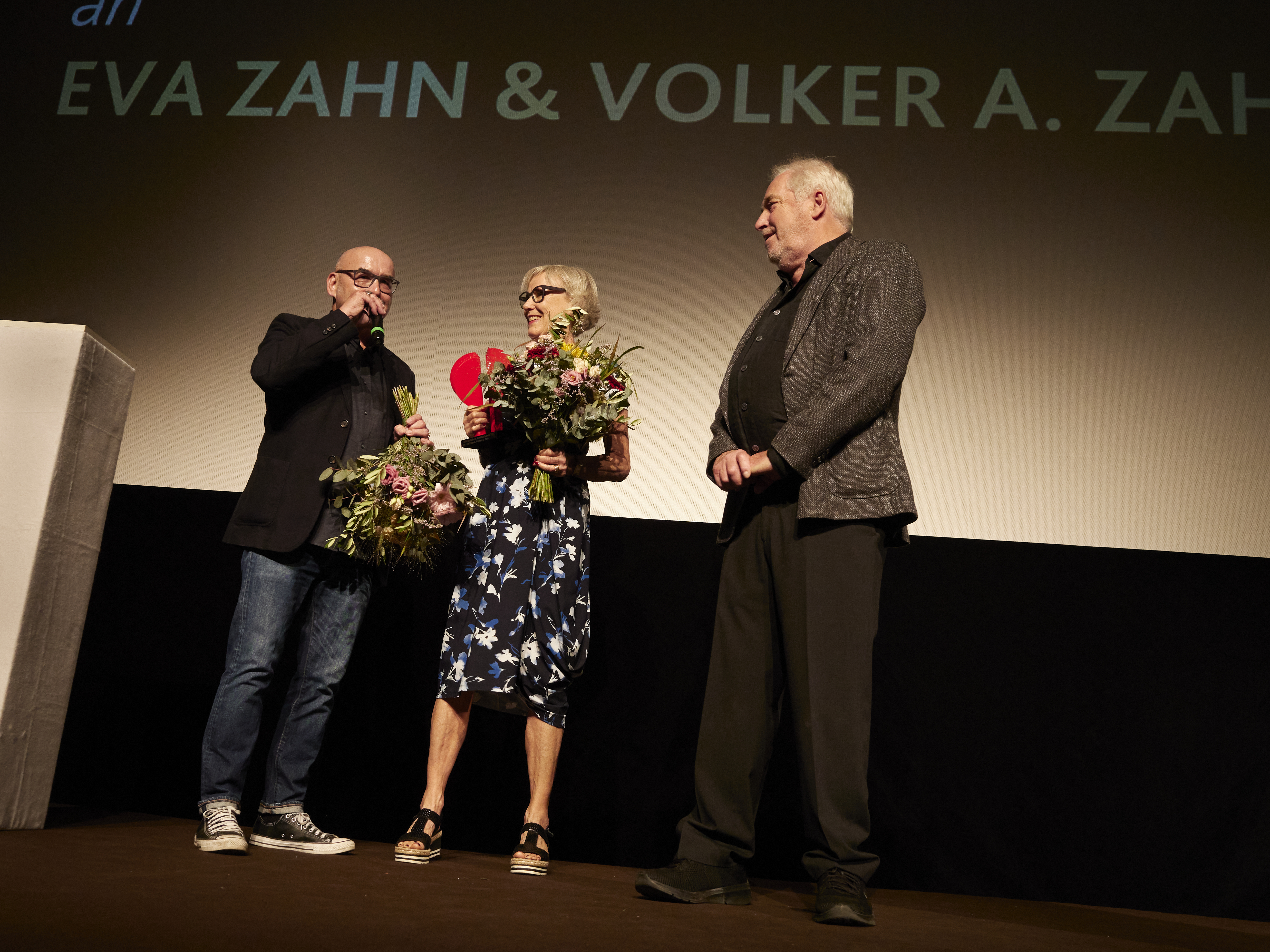
Beim Festival des deutschen Films 2022 wurde das Autorenpaar Eva und Volker A. Zahn mit dem Ludwigshafener Drehbuchpreis ausgezeichnet

Im Spiegel kritisierte Christian Buß: „Regisseur Hüseyin Tabak findet viele starke Bilder für seinen ersten ‚Tatort‘. Die komplizierten Erzählvorgaben des Drehbuchs vom Autorenduo Eva und Volker A. Zahn werden aber nicht ebenso stark umgesetzt. Denn hinter den Schockszenen von Freitod und Kollegenmord soll sich im Laufe der Handlung die traumatisch geprägte Beziehung zweier junger Frauen offenbaren. Und da wackelt der Plot. [...] Und irgendwann erscheinen einem die starken Bilder nur noch als symbolische Überfrachtung. Besonders unglücklich wird es bei dem Motiv der Möwe aus dem Titel, deren Flug die Kamera gleich zu Beginn des ‚Tatort‘ nachahmt. Schon klar, die verzweifelten Heldinnen wollen frei sein wie die Vögel - im Zusammenhang mit dem Sprung vom Hochhausdach wirkt das aber nur wie eine zynische Instrumentalisierung des Traums vom Fliegen.“
Als einen „Tatort a la Nordic Noir“ beschreibt Markus Ehrenberg im Berliner Tagesspiegel den Kiel-Krimi. Sein Fazit: „Keine Mätzchen, kein Privatkram, eingeschworene Polizeischüler, die von der Vergangenheit eingeholt werden, treffen auf eigenwillige Kommissare, die sich im Laufe der Ermittlungen auf Augenhöhe näherkommen, rein beruflich. Um sie herum eine Spirale der Gewalt, ein Drama um Schuld, Rache und innigste Freundschaft mit fast Shakespeareschen Ausmaßen (Buch: Eva Zahn und Volker A. Zahn) – sowie einem stillen, gefiederten Besucher in der Mitte, der dem Blutbad eine fast meditative Balance gibt.“
Marek Bang beurteilte den Film für Kino.de und schrieb: „Regisseur Hüseyin Tabak drückt in Borowski und der Fluch der weißen Möwe mächtig auf die Tube, verliert die unterschiedlichen Handlungsstränge seines Thrillers aber niemals aus den Augen und fügt sie zu einem der gelungensten Krimis der aktuellen ‚Tatort‘-Saison zusammen. Dabei ist ihm und den Autoren […] besonders hoch anzurechnen, dass sie den Mut beweisen, unbequeme Entscheidungen zu treffen. Dass auch die besten Kommissare nicht jede Tat verhindern können lautet wohl die Message dieses mitunter bösen ‚Tatort‘, in dem sich am Ende nicht alle zufrieden bei Küstennebel und Fischbrötchen in den Armen liegen.“
Rainer Unruh von der Fernsehzeitschrift TV Spielfilm lobte das Spiel von Soma Pysall: „So einen starken Auftritt in einer Episodenrolle hat man im Tatort schon lange nicht mehr gesehen: Soma Pysall spielt sich als Polizeischülerin Nasrin die Seele aus dem Leib.“

### Einschaltquoten
Die Erstausstrahlung von Borowski und der Fluch der weißen Möwe am 10. Mai 2020 im Programm von Das Erste wurde von 8,71 Millionen Zuschauern in der Altersgruppe ab 3 Jahren gesehen, der Marktanteil betrug 25,5 Prozent. In Österreich waren auf ORF 2 618.000 Zuschauer dabei, was einem Marktanteil von 19 Prozent entsprach.